# MultiChoice
A MultiChoice é uma empresa sul-africana que opera a DStv e a GOtv. A MultiChoice é propriedade do conglomerado de mídia de mesmo nome. Uma das subsidiárias da MultiChoice é a DStv Now , renomeado como DStv Stream, um serviço que entrega transmissão de televisão para dispositivos móveis como laptops, smartphones e notebooks.

## Histórico
Anteriormente, a MultiChoice tinha operações nas regiões escandinava, Benelux, Itália, Europa Oriental, Grécia e Chipre sob o serviço Filmnet TV, Egito sob CNE (Cable Network of Egypt) , Oriente Médio sob Gulf TV e Arab Radio and Television Network e Tailândia sob UBC (United Broadcasting Corporation)
Em 2020, a MultiChoice tinha uma base total de assinantes de 20,1 milhões de espectadores em toda a África, e a Naspers afirmou que a MultiChoice era uma das [operadoras de TV paga que mais cresce no mundo.

### Primeiros anos (1983 - 1991)
Em 1983, Koos Bekker escreveu um artigo na Universidade de Columbia descrevendo a ideia que levou à M-Net e, junto com outros dois, apresentou a ideia à Naspers , que adquiriu uma participação de 26%, levando o executivo da Naspers, Ton Vosloo, a atuar como presidente do quadro. A M-Net perdeu dinheiro em seus primeiros anos.

### Expansão (1992 - 2017)
Em 1993, a M-Net foi dividida em duas divisões, uma voltada para a transmissão dos canais de entretenimento e outra para operações de telefonia celular, distribuição de sinal e gerenciamento de assinantes. Esta segunda divisão tornou-se MultiChoice. A empresa recebeu uma licença para transmitir na Namíbia em 1991 e, como resultado, em 1996, a MultiChoice Africa foi estabelecida.
Em 1992, os serviços analógicos foram lançados em 20 países africanos e duraram até 1996, quando os serviços digitais os substituíram. Esta divisão, chamada DStv (Digital Satellite Television) , foi lançada pela primeira vez na África do Sul em 6 de outubro de 1995, tornando-se o primeiro serviço de TV paga digital direto para casa, fora dos EUA.
Em 2002, um decodificador "Dual-view" foi lançado pela DStv que permitia a visualização simultânea de dois canais diferentes a partir de um único feed de satélite. Em 2006, um serviço para dispositivos móveis foi testado e lançado oficialmente em 2011 como DStv Mobile (agora chamado DStv App, renomeado de DStv Now).
Em outubro de 2011, a MultiChoice Nigéria lançou a GOtv , uma plataforma terrestre acessível e compatriota da DStv, que transmite todos os canais do DStv Access e alguns dos pacotes DStv Compact em 11 países da África Subsaariana.
A MultiChoice transmite em 50 países da África Subsariana , incluindo Cabo Verde e Madagáscar. O conteúdo do programa em idioma local está disponível em francês e português em certos territórios africanos, bem como nos 11 idiomas oficiais da África do Sul.

### IPO e consolidação (2018-)
Em setembro de 2018, a empresa-mãe da Multichoice, a Naspers , anunciou que separaria seu negócio de entretenimento de vídeo da maior parte da Naspers e a listaria separadamente na Bolsa de Valores de Joanesburgo (JSE). A nova empresa se chamaria MultiChoice Group e incluiria MultiChoice South Africa, MultiChoice Africa, Showmax Africa e Irdeto. A listagem ocorreu em 27 de fevereiro de 2019, com o código de ação MCG . A ação foi imediatamente elegível para inclusão no JSE Top40, a lista das 40 maiores ações por capitalização de mercado.
Em outubro de 2020, a empresa de mídia francesa Groupe Canal+ adquiriu 12% de participação na MultiChoice.
Em novembro de 2020, a MultiChoice adquiriu 20% de participação na empresa de apostas esportivas da Nigéria, BetKing, com planos de lançá-la na África do Sul. Em junho de 2021, eles aumentaram sua participação para 49%.

## Composição
- M-Net

M-Net é um serviço de assinatura de televisão por satélite que foi estabelecido em 1986 e desde então tem gerado 9 canais afiliados – 3 para séries e 5 para filmes – incluindo seu principal canal.
- Showmax

Showmax é um serviço de assinatura de vídeo sob demanda online que foi estabelecido em 2015.
- SuperSport

SuperSport é uma coleção de canais esportivos transmitidos no satélite DStv e nos serviços terrestres da GOtv. Foi estabelecido como um segmento de esportes na M-Net em 1988 e tornou-se um canal individual em 1995. É afiliado à ESPN , Sky Sports e Fox Sports Australia e desde 2003 expandiu-se para mais de 20 TVs específicas de esportes e ligas. canais. Também possui um clube de futebol chamado SuperSport United FC
- DStv

DStv é um serviço de transmissão direta via satélite que foi lançado em 6 de outubro de 1995. Atualmente, está disponível em 54 países da África Subsaariana .
- GOtv

GOtv é uma plataforma de televisão digital terrestre que transmite em 11 países africanos, incluindo Angola, Moçambique, Nigéria, entre outros.
- Irdeto

A Irdeto é uma empresa de segurança de plataforma digital de propriedade da MultiChoice para combater a pirataria de TV por assinatura.
- BetKing

BetKing, uma empresa de esportes, tecnologia de jogos e entretenimento é um produto da SV Gaming Limited.